# Thelocactus hexaedrophorus
Thelocactus hexaedrophorus es una especie de planta de flores perteneciente a la familia Cactaceae. 

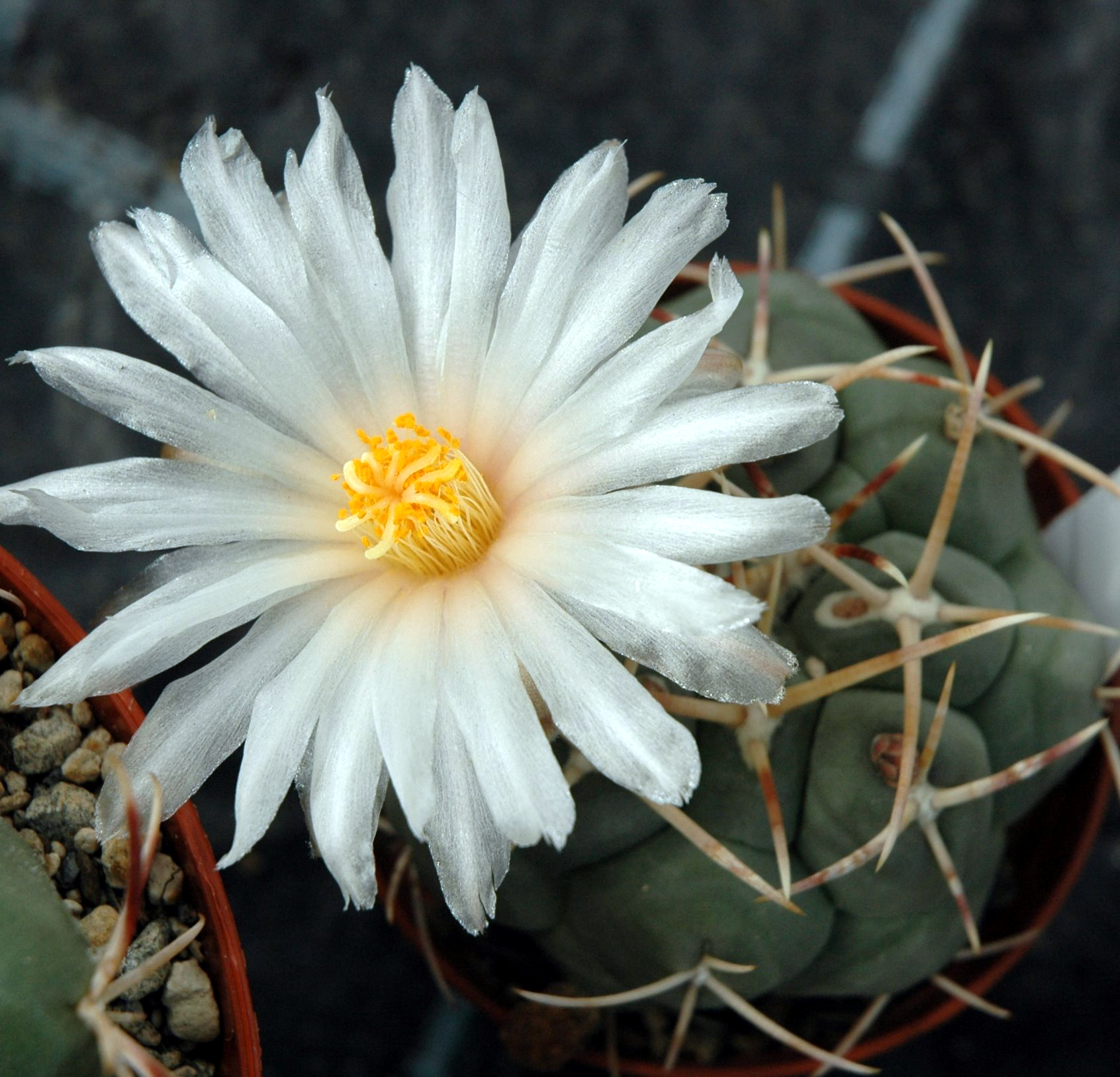
Flor

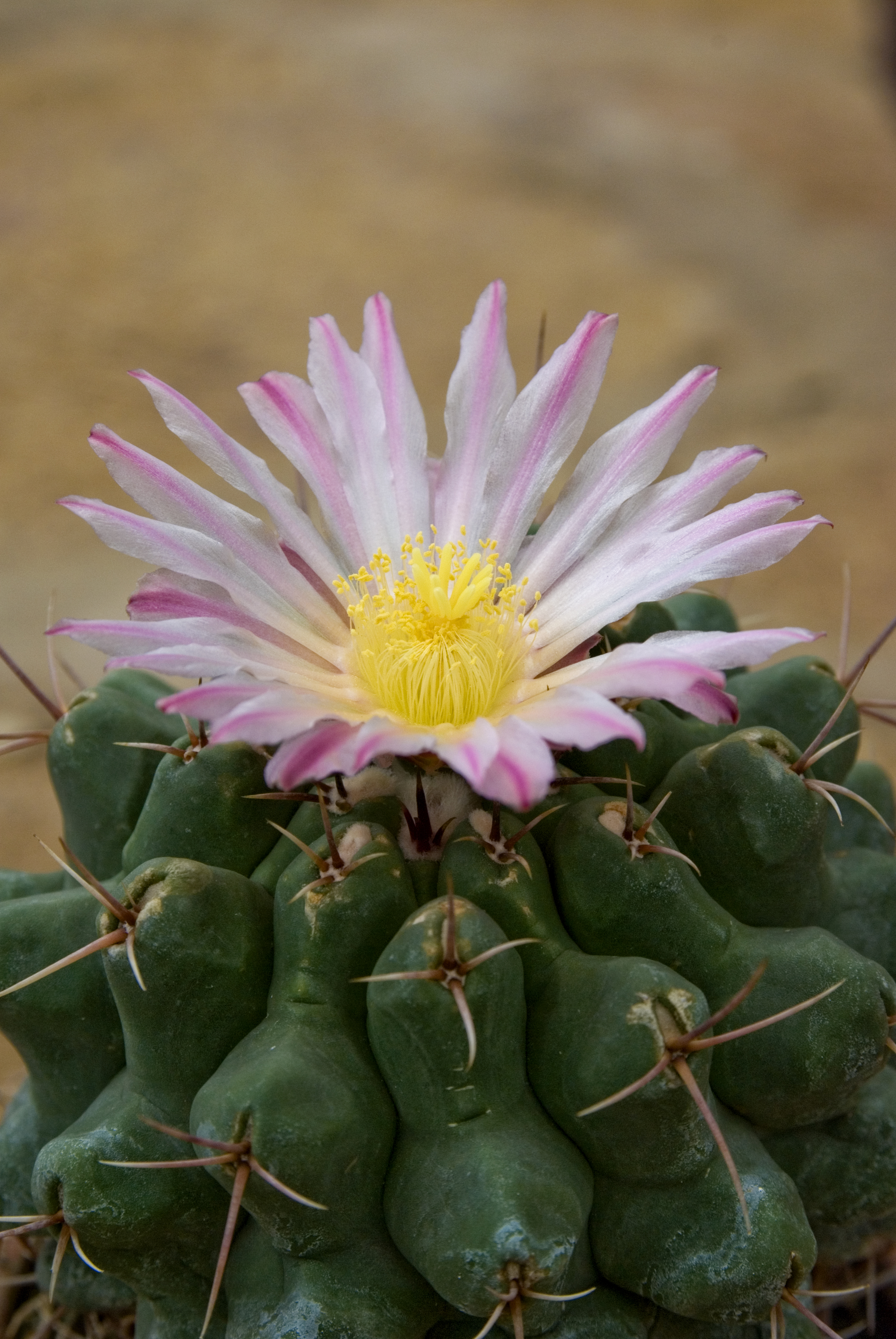
Vista de la planta

## Distribución y hábitat
Es endémica de Nuevo Leon, San Luis Potosí, Tamaulipas y Zacatecas en  México. Su hábitat natural son los áridos desiertos.  Es una especie que se ha extendido por todo el mundo como planta ornamental.

## Descripción
Es una planta perenne con tallo carnoso y esférico, presionado que tiene un tamaño de 3-7,5 centímetros de altura con un diámetro de 8 - 15 cm y un color azulado, verde oliva o el color verde-gris. Las 8 a 13  costillas están completamente disueltas en las verrugas. Las verrugas son más o menos hexagonales de 8 a 20 milímetros de largo y de 13 a 26 milímetros de tamaño. Las areolas son de 4 a 13 milímetros de largo y se encuentra de 2 a 3,5 centímetros de distancia. Las 4 a 8 espinas radiales son de 5 a 60 milímetros de largo, de color blanco puro, ocre, rojizo a marrón, rectas o curvas, como aguja formalmente subulada. La espina central es de 2 a 3 centímetros de largo, es fuerte y erecta. Las flores son grandes, de 5 a 10 centímetros de largo y ancho. El color de la flor varía del color rosa a la blanco. Los frutos son de color verde a magenta y miden 7 a 11 milímetros de tamaño.

## Taxonomía
Thelocactus hexaedrophorus fue descrita por Lem.) Britton & Rose y publicado en Bulletin of the Torrey Botanical Club 49(8): 251. 1922.
Etimología
Thelocactus: nombre genérico que deriva de las palabras griegas:
thele que significa "pezón" y el sufijo "cactus" - haciendo referencia a los tubérculos de la planta.
hexaedrophorus: epíteto
Sinonimia
- Echinocactus hexaedrophorus
- Echinocactus fossulatus
- Thelocactus fossulatus
- Echinocactus droegeanus
- Echinocactus labouretianus
- Thelocactus lloydii